# 사사키 류타
사사키 류타(일본어: 佐々木 竜太, 1988년 2월 7일 ~ )는 일본의 전 축구 선수이다.

## 구단 경력
과거 가시마 앤틀러스, 일본 축구 전문학교, 쇼난 벨마레, 도치기 SC에서 활동하였다.